# 조셉 마라클리 사건
조셉 매라클리 사건은 국제적 소송을 일컫는데 조셉 매라클리, 신생아 조셉으로 널리 알려진 캐나다 신생아의 생명에 대한 소송이고 리 증후군으로 불리는 희귀한 발달적인 신경학적 장애 그리고 치료 불가능한 신경학적 장애로 진단되었던 신생아이다.
기관절개술을, 그 수술을 침해적이고 쓸모없는 것이라고 부르면서, 실시하는 것을 캐나다 의사들이 거부한 후에, 조셉의 부모는 그를 미국에 보내기 위해 싸웠는데, 조셉의 병이 죽음에 임박했지만, 기관절개술이 그의 생명을 연장하고 집에서 그가 사망하도록 할 것이라고 주장하면서 말이다.
수 개월 후에 그리고 미국 낙태 반대 단체에 의한 노력 후에, 미주리 세인트 루이스의 카톨릭 병원으로 조셉은 이동했는데, 거기서 2011년에 수술이 이루어졌다.
성공적으로 실시된 수술이 수 개월 동안 조셉의 생명을 연장시켰다.
조셉은 2011년에, 그의 집에서 사망했다.